# Bentonit

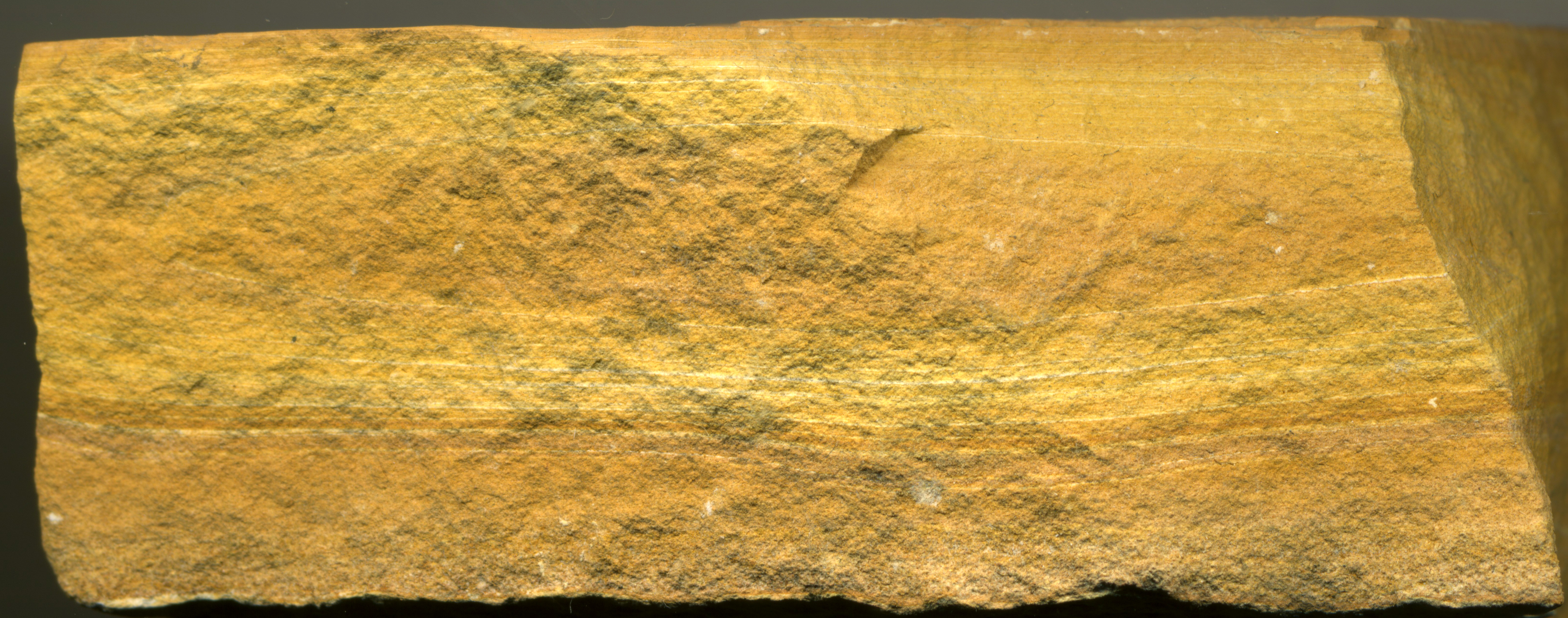
Bentonit aus Wyoming

Bentonit, benannt nach der Benton-Formation in den Fort-Benton-Tonen von Montana (USA), ist ein Gestein aus verschiedenen Tonmineralien mit dem Hauptbestandteil Montmorillonit (60 % bis 80 %). Dieses zeichnet sich durch starke Wasseraufnahme- und Quellfähigkeit aus. Benannt ist die Benton-Formation nach dem Ort Fort Benton.
Weitere Begleitmineralien sind Quarz, Glimmer, Feldspat, Pyrit oder auch Calcit.
Bentonit entsteht durch Verwitterung aus vulkanischer Asche.

## Eigenschaften
Die innere Oberfläche eines Gramms Bentonit beträgt 400 bis 600 m² (bei gewöhnlichem Ton sind es 2 m²). Es bildet besonders als Pflanzensubstrat geeignete Ton-Humus-Komplexe; Bentonit ist daher eine geeignete Zugabe zu Kompost.
Bei der Handhabung gilt jedoch zu beachten, dass der Staub alveolengängigen Quarzfeinstaub enthält; längeres oder starkes Einatmen von Quarzfeinstaub kann Lungenfibrose verursachen, gemeinhin als Silikose bezeichnet.
Wird Bentonit in Wasser eingerührt, entwickelt sich ein Nichtnewtonsches Fluid mit thixotropen Eigenschaften. Es verhält sich wie eine Flüssigkeit, solange es geschüttelt oder umgerührt wird, verändert sich aber in Ruhe zu einem festen Gebilde. Aufgrund dieser Eigenschaft werden Bentonit-Wasser-Gemische unter anderem im Tiefbau als Stützflüssigkeit bei der Erstellung von Schlitzwänden verwendet. Ebenso eignet es sich zum Abstützen von unverrohrten Bohrpfählen oder für den Schildvortrieb im Tunnelbau sowie bei der grabenlosen Verlegung von Ver- und Entsorgungsleitungen im Spülbohrverfahren.

## Vorkommen
Bentonitlagerstätten gibt es dort, wo (nicht nur) vulkanische Asche durch hydrothermale Aktivitäten und Säuren verändert wurde. Eines der größten europäischen Vorkommen befindet sich auf der griechischen Insel Milos. Dort kommen Bentonit, Quarz und Perlit in abbauwürdigen Mengen vor. Auch damit verbundene Goldvorkommen sind festgestellt worden.
In Deutschland finden sich abbauwürdige Vorkommen in Niederbayern (Mainburg, Landshut und südlich Landau an der Isar) und im östlichen Oberbayern sowie bei Thannhausen und im Herborner Ortsteil Schönbach. Laut Baier stehen diese Vorkommen im Zusammenhang mit dem Ries-Ereignis und wurden aus impaktbedingten Gläsern gebildet; laut Unger hingegen sind die Bentonite in Ostbayern durch Vulkanismus in der Pannonischen Tiefebene entstanden.
Der Abbau von Bentonit betrug im Jahr 2020 weltweit ungefähr 18,2 Millionen Tonnen, die global vorhandenen Reserven werden als extrem groß eingeschätzt. Die Abbaumengen verteilten sich dabei wie folgt:
| Land                | 2019        | 2020        |
|                     | (in Tonnen) | (in Tonnen) |
| ------------------- | ----------- | ----------- |
| Brasilien           | 610.000     | 217.000     |
| Volksrepublik China | 2.000.000   | 2.500.000   |
| Deutschland         | 395.000     | 360.000     |
| Griechenland        | 1.300.000   | 1.300.000   |
| Indien              | 1.700.000   | 3.500.000   |
| Iran                | 360.000     | 425.000     |
| Mexiko              | 250.000     | 25.000      |
| Spanien             | 160.000     | 221.000     |
| Türkei              | 1.300.000   | 1.500.000   |
| Ukraine             | 180.000     | 180.000     |
| Vereinigte Staaten  | 4.490.000   | 4.240.000   |
| Andere Länder       | 3.150.000   | 3.480.000   |
| Gesamt (gerundet)   | 16.300.000  | 18.200.000  |

## Verwendung

### Bautechnik
Bentonit findet eine wichtige Anwendung in der Bautechnik, unter anderem bei Bauwerksabdichtungen und im Deichbau. Aufgrund ihrer Farbe werden solche Abdichtungen auch als Braune Wanne bezeichnet. Bentonit dient als Gleitmittel beim Vortrieb von Tunneln und Rohren sowie beim Einvibrieren von Schmalwänden. Bei der Gewinnung von Wärme aus Erdwärme durch die Verwendung von Wärmepumpen werden die Kollektorrohre der Erdwärmesonden oft mit Bentonit ummantelt, weil dieser das Wasser bindet und die Entstehung von Hohlräumen beim Gefrieren verhindert. Bentonit ist ein mineralisches Dichtungsmittel mit vielfältigen Einsatzmöglichkeiten wie die Immobilisierung von Schadstoffen und Einkapselung von Altlasten.

### Bergbau- und Bohrtechnik
In Bohrspülungen bei Bohrungen und in Stützflüssigkeiten bei ungestützten Schlitzwänden.

### Lebensmittelzusatz
In der Getränkeindustrie (bei der Weinherstellung und bei der Herstellung von Fruchtsäften) sowie bei Kakaobutter wird Bentonit als Schönungsmittel (das heißt als Klär- und Fällmittel) eingesetzt (im Endprodukt nicht mehr vorhanden). In Lebensmitteln wird er als Trennmittel zugesetzt. Er ist auch als Lebensmittelzusatzstoff unter der Bezeichnung E 558 bekannt. Seit dem 31. Mai 2013 ist E 558 in der EU nicht mehr zugelassen, da es Aluminium enthält.

### “Entgiftung”
Bentonit wird manchmal zur oralen Einnahme zur allgemeinen „Entgiftung“ oder Entschlackung empfohlen, ähnlich wie Kaolin. Die zu diesem Zweck verkauften Präparate haben keine Arzneimittelzulassung und keinen Wirksamkeitsnachweis; im Gegenteil sind sie unkalkulierbar gefährlich.

### Gartenteiche und Aquarien
Das Tonmineral Montmorillonit wird in Aquarien und Gartenteichen eingesetzt, besonders für Koi. Das Mineral wird als gemahlenes und getrocknetes Lehm-ähnliches Pulver in den Teich gestreut.
Während das Pulver im Teich zu Boden sinkt, nimmt es Schwermetalle, Giftstoffe und sonstige Schwebstoffe auf und bindet diese. Der Schlamm kann von Zeit zu Zeit abgesaugt werden.

### Kosmetik
Bentonit, als natürliches Tonmineralgemisch, ist Grundstoff vieler Kosmetika, da er durch seine starke Quell- und Wasseraufnahmefähigkeit in Emulsionen eine stabilisierende Wirkung übernimmt. Die INCI-Bezeichnung ist Bentonite.

### Keramik
In der Keramik wird Bentonit in geringen Anteilen (bis ca. 5 %) als Zuschlag verwendet, um ansonsten sehr mageren Massen bildsame Eigenschaften („Plastizität“) zu verleihen.

### Sonstige Anwendungen
Weitere Einsatzmöglichkeiten sind durch die Verwendung als Adsorptionsmittel gegeben, als da sind:
- Öl- und Getränkeraffinierung
- Gießereiadditive
- Papieradditive und Spezialitäten
- Gartenbau, zur Verbesserung von sandigen Böden
- Hoch- und Tiefbau
- Waschmitteladditive
- Abwasserbehandlung
- Binden von Phosphat in Süßwasser (Phoslock)
- Pharmazie und Diagnostik / Elektronik und Logistik
- Lacke und Farben
- Plastik-Additive
- Nanotechnologie – Oberflächenbeschichtungen
- Katzenstreu
- Trocknungsmittel, z. B. als Trockenbeutel in Verpackungen

Bei einigen dieser Anwendungen wird mit quartären Ammoniumverbindungen behandelter Bentonit verwendet. Weiterhin wird Bentonit als künstliche Barriere bei der Endlagerung von radioaktiven Abfällen eingesetzt.